# Ying Tsiang
Ying Tsiang  (o Jiang Ying, (蔣英 / 蒋英, Jiāng Yīng, W.-G. Chiang Ying) ( 1898 -1982 ) fue un botánico y pteridólogo chino.

## Algunas publicaciones
- 1932. The Studies of chinese ferns. VIII..., Renchang Ching... Notes on Chinese Apocynaceae I... Ed. Metropolitan Museum of natural history

- La abreviatura «Tsiang» se emplea para indicar a Ying Tsiang como autoridad en la descripción y clasificación científica de los vegetales.[1]